# Kardinalsklasse
Das Kardinalskollegium der katholischen Kirche ist (gemäß 350, § 1  CIC) in drei Kardinalsklassen (lateinisch ordines) unterteilt. Diese Rangordnung unterscheidet Kardinäle in Kardinalbischöfe, Kardinalpriester und Kardinaldiakone und ist eine reine Ehrenrangfolge; sie hat keinen Einfluss auf das Wahlrecht im Konklave. Lediglich der Leiter der Papstwahl (Kardinaldekan bzw. der höchstrangige stimmberechtigte Kardinalbischof) und der Verkünder des neuen Papstes (Kardinalprotodiakon, der dienstälteste Kardinaldiakon) werden dadurch bestimmt.

## Allgemeines
Ursprünglich wurden die Bischöfe von Klerus und Volk gewählt und von den Bischöfen der umliegenden Kirchenprovinzen geweiht, so auch in Rom. Im Laufe der Jahrhunderte wurde festgelegt, dass für die Papstwahl nur noch jene Kleriker wahlberechtigt waren, die entweder Bischöfe der umliegenden Bistümer, Pfarrer einer Titelkirche oder Leiter einer Diakoniestation waren. Diese wahlberechtigten Kleriker wurden Kardinäle genannt und waren einst, ihren Aufgaben entsprechend, Bischöfe, Priester oder Diakone. Vor der Liturgiereform in den 1960er Jahren trugen die Kardinäle je nach Rangordnung eine andere liturgische Kleidung bei Papstmessen: Kardinaldiakone trugen Dalmatiken, Kardinalpriester Kaseln und Kardinalbischöfe Pluvialia. Im Alltag können Kardinäle eine entsprechend farblich gestaltete Soutane tragen.
Seit dem Apostolischen Schreiben Cum gravissima müssen nach katholischem Kirchenrecht alle Inhaber der Kardinalstitel Priester sein. Wer nicht Bischof ist, muss grundsätzlich die Bischofsweihe empfangen (351, § 1  CIC). Hiervon kann der Papst dispensieren. Zwar werden solche Dispensen ausnahmslos nur für Kardinaldiakone erteilt, jedoch können diese trotzdem nach zehn Jahren in die Klasse der Kardinalpriester aufsteigen. Derzeit gibt es vier Kardinäle ohne Bischofsweihe:
- Ernest Kardinal Simoni, albanischer Priester  (* 1928, 2016 zum Kardinal ernannt)
- Raniero Kardinal Cantalamessa OFMCap,  italienischer Ordensgeistlicher  (* 1934; 2020 zum Kardinal ernannt)
- Gianfranco Kardinal Ghirlanda SJ, ehemaliger Rektor der Päpstlichen Universität Gregoriana  (* 1942; 2022 zum Kardinal ernannt)
- Timothy Kardinal Radcliffe OP, Theologe, ehemaliger Ordensmeister des Dominikanerordens (* 1945; 2024 zum Kardinal ernannt)

## Kardinalsklassen

### Kardinalbischöfe

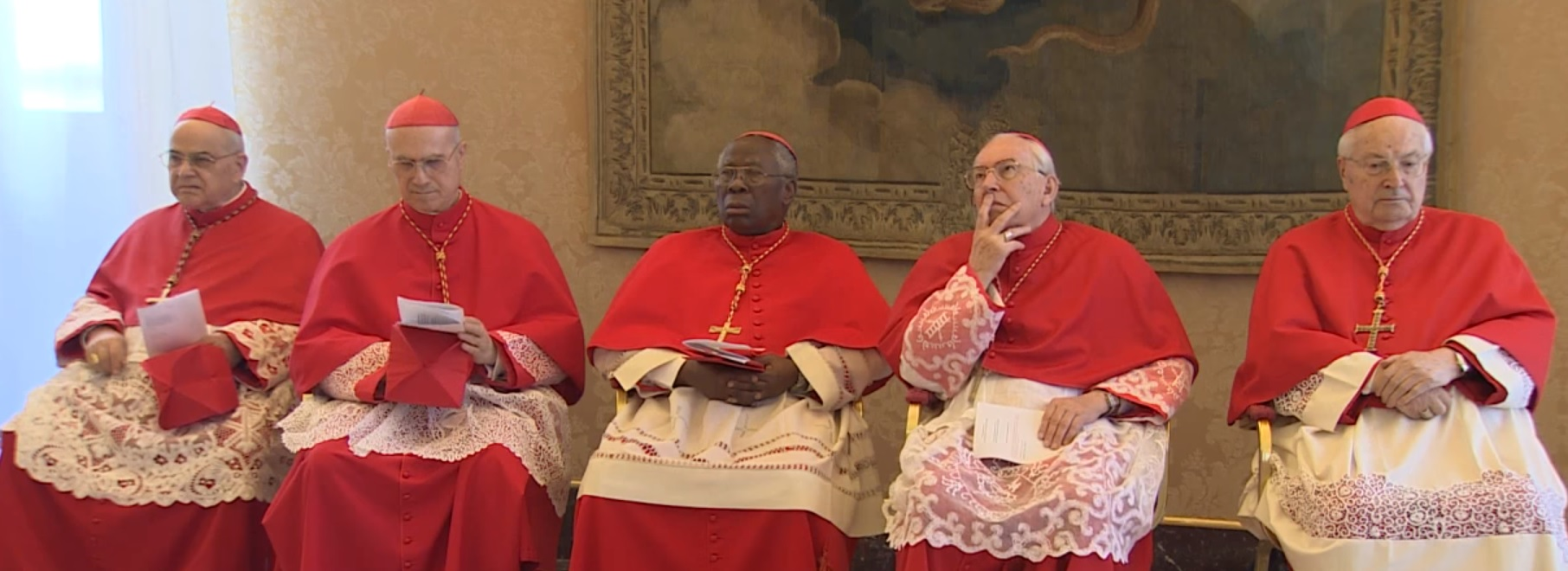
Die Kardinalbischöfe beim Konsistorium im April 2017

Diese Klasse der Kardinäle setzt sich derzeit (2025) aus drei Gruppen zusammen:
1. Kardinalbischöfe mit suburbikarischem Titel
2. Kardinalbischöfe, welche den Kardinalbischöfen mit suburbikarischem Titel gleichgestellt sind
3. Kardinalbischöfe mit eigenem Titel

- Die Gruppe der Kardinalbischöfe mit suburbikarischem Titel wird von den sechs Bischöfen der sieben suburbikarischen Bistümer gebildet. Die Abweichung in der Zahl ergibt sich aus dem Umstand, dass der Kardinaldekan als ranghöchster Kardinalbischof und Vorsitzender des Kardinalskollegiums  (352, § 1  CIC) zusätzlich zum Titel seines suburbikarischen Bistums immer auch den Titel eines Kardinalbischofs von Ostia erhält. Bis zum Motu proprio Suburbicariis sedibus von 1962 leiteten diese Bischöfe die zur Kirchenprovinz Rom gehörenden („suburbikarischen“) Bistümer, seither tragen sie nur noch den Titel dieser Bistümer.

- Die Gruppe der Kardinalbischöfe, welche den Kardinalbischöfen mit suburbikarischem Titel gleichgestellt sind, wurde 2018 durch Papst Franziskus neu geschaffen. Per Reskript vom 26. Juni 2018 erweiterte er die Klasse der Kardinalbischöfe mit Wirkung zum 28. Juni 2018 um vier neue Mitglieder mit eigenem Titel und stellte sie den Kardinalbischöfen mit suburbikarischen Bistümern gleich, da die Anzahl der Kardinalpriester und der Kardinaldiakone in den letzten Jahrzehnten stark angewachsen, die der Kardinalbischöfe jedoch unverändert geblieben war.[1] Um einen fünften Kardinalbischof ohne suburbikarischen Titel erweiterte Papst Franziskus die Klasse am 1. Mai 2020.[2] Die Ernennungen erfolgten jeweils pro hac vice in Abweichung von 350, § 1  CIC, nicht durch eine allgemeine Schaffung neuer Plätze durch eine Änderung dieses Kanons, der die Zugehörigkeit zur Klasse der Kardinalbischöfe regelt. Mit der Versetzung Tagles auf den suburbikarischen Titel von Albano ist damit kein vakanter Platz entstanden, sondern die Zahl der mit den suburbikarischen Titeln gleichgestellten Kardinalbischöfe bis auf weiteres auf vier gesunken.

- Die Gruppe der Kardinalbischöfe mit eigenem Titel bilden die mit Rom unierten orientalischen Patriarchen mit eigenem Patriarchalsitz (350, § 3  CIC), welche seit 1965, mit Veröffentlichung von Ad purpuratorum Patrum Collegium, ebenfalls der Klasse der Kardinalbischöfe angehören.

#### Personen
Die sechs Kardinalbischöfe mit suburbikarischem Titel sind:
- Giovanni Battista Kardinal Re – Kardinaldekan (seit 18. Januar 2020), zuvor Kardinalsubdekan (seit 10. Juni 2017) und -bischof von Sabina-Poggio Mirteto (seit 1. Oktober 2002), Kardinalbischof von Ostia (seit 18. Januar 2020)
- Francis Kardinal Arinze – Kardinalbischof von Velletri-Segni (seit 25. April 2005)
- Tarcisio Kardinal Bertone SDB – Kardinalbischof von Frascati (seit 10. Mai 2008)
- José Saraiva Kardinal Martins CMF – Kardinalbischof von Palestrina (seit 24. Februar 2009)
- Beniamino Kardinal Stella – Kardinalbischof von Porto-Santa Rufina (seit 1. Mai 2020)
- Luis Antonio Kardinal Tagle – Kardinalbischof von Albano (seit 24. Mai 2025;[3] zuvor seit dem 1. Mai 2020 mit der Titelkirche San Felice da Cantalice a Centocelle einer der denjenigen mit suburbikarischem Titel gleichgestellten Kardinalbischöfe)

Die denjenigen mit suburbikarischem Titel gleichgestellten Kardinalbischöfe sind:
- Pietro Kardinal Parolin mit der Titelkirche Santi Simone e Giuda Taddeo a Torre Angela (mit Wirkung zum 28. Juni 2018)
- Leonardo Kardinal Sandri mit der Titeldiakonie Santi Biagio e Carlo ai Catinari (mit Wirkung zum 28. Juni 2018), seit 24. Januar 2020 Kardinalsubdekan
- Marc Kardinal Ouellet PSS mit der Titelkirche Santa Maria in Traspontina (mit Wirkung zum 28. Juni 2018)
- Fernando Kardinal Filoni mit der Titeldiakonie Nostra Signora di Coromoto in San Giovanni di Dio (mit Wirkung zum 28. Juni 2018)

Die zwei Kardinalbischöfe mit eigenem Titel sind:
- Béchara Pierre Raï OMM – Patriarch der Maroniten (seit 24. November 2012)
- Louis Raphaël I. Sako – Patriarch der Chaldäer (seit 28. Juni 2018)

### Kardinalpriester
Dieser Klasse sind jene Kardinäle zugeordnet, denen eine Titelkirche in Rom zugewiesen ist. Zurzeit (Stand: Februar 2025) gibt es etwa 205 Kardinalpriester. Beispiele aus dem deutschsprachigen Raum sind Christoph Kardinal Schönborn (emeritierter Erzbischof von Wien und ehemaliger Vorsitzender der Österreichischen Bischofskonferenz), Friedrich Kardinal Wetter (emeritierter Erzbischof von München und Freising), Reinhard Kardinal Marx (Erzbischof von München und Freising und früherer Vorsitzender der Deutschen Bischofskonferenz), Rainer Maria Kardinal Woelki (Erzbischof von Köln) und Walter Kardinal Kasper (emeritierter Kurienkardinal). Der ranghöchste (d. h. dienstälteste) Kardinalpriester wird auch als protoprete bezeichnet. Dienstältester Kardinalpriester und damit Kardinalprotopriester ist gegenwärtig der emeritierte Erzbischof von Bangkok, Michael Michai Kitbunchu.

### Kardinaldiakone
Dieser Klasse gehören die Kardinäle an, denen der Titel einer römischen Diakonie zugewiesen ist. Zurzeit (Stand: Mai 2025) gibt es ca. 34 Kardinaldiakone. Nach frühestens 10 Jahren haben Kardinaldiakone das Recht (350, § 5  CIC), den Papst um die Erhebung in den Stand eines Kardinalpriesters zu bitten und auf eine Titelkirche zu optieren (lateinisch optatio). Um ihren Titel nicht wechseln zu müssen, kann ihre Titeldiakonie auch vom Papst pro hac vice in den Rang einer Titelkirche erhoben werden. Kardinaldiakon aus dem deutschsprachigen Raum ist Emil Paul Kardinal Tscherrig. Der ranghöchste (das heißt der dienstälteste) Kardinaldiakon wird Kardinalprotodiakon (früher auch Kardinalerzdiakon) genannt und ist Primus inter pares unter den Kardinälen dieser Klasse. Er verkündet den Namen des neugewählten Papstes von der Benediktionsloggia aus der Öffentlichkeit. Derzeitiger Kardinalprotodiakon ist Dominique Mamberti.

## Ehrenrangfolge
Die Ehrenrangfolge (Präzedenz) unter den Kardinälen, die auch die Reihenfolge der Stimmabgabe im Konklave bestimmt, ist in absteigender Reihenfolge grundsätzlich Kardinalbischöfe – Kardinalpriester – Kardinaldiakone. Innerhalb der Kardinalränge gilt folgende Rangordnung:
Kardinalbischöfe
- Kardinaldekan
- Kardinalsubdekan
- Kardinalbischöfe mit suburbikarischem Titel und die ihnen gleichgestellten Kardinalbischöfe (innerhalb dieser Gruppe nach dem Datum der Ernennung zum Kardinalbischof)
- Kardinalbischöfe mit eigenem Titel (darunter die mit Rom unierten orientalischen Patriarchen; innerhalb dieser Gruppe nach dem Datum der Kreierung zum Kardinal)

Kardinalpriester
- Kardinalprotopriester (der dienstälteste Kardinalpriester)
- Kardinalpriester (nach dem Datum der Kreierung)

Kardinaldiakone
- Kardinalprotodiakon (der dienstälteste Kardinaldiakon)
- Kardinaldiakone (nach dem Datum der Kreierung)